# 弗拉特維爾 (伊利諾伊州)
弗拉特維爾（英語：Flatville）是位於美國伊利諾伊州尚佩恩縣的一個非建制地區。該地的面積和人口皆未知。

## 地理
弗拉特維爾的座標為40°14′22″N 88°03′33″W / 40.23944°N 88.05917°W，而該地的平均海拔高度為209米（即686英尺）。